# Jämtar

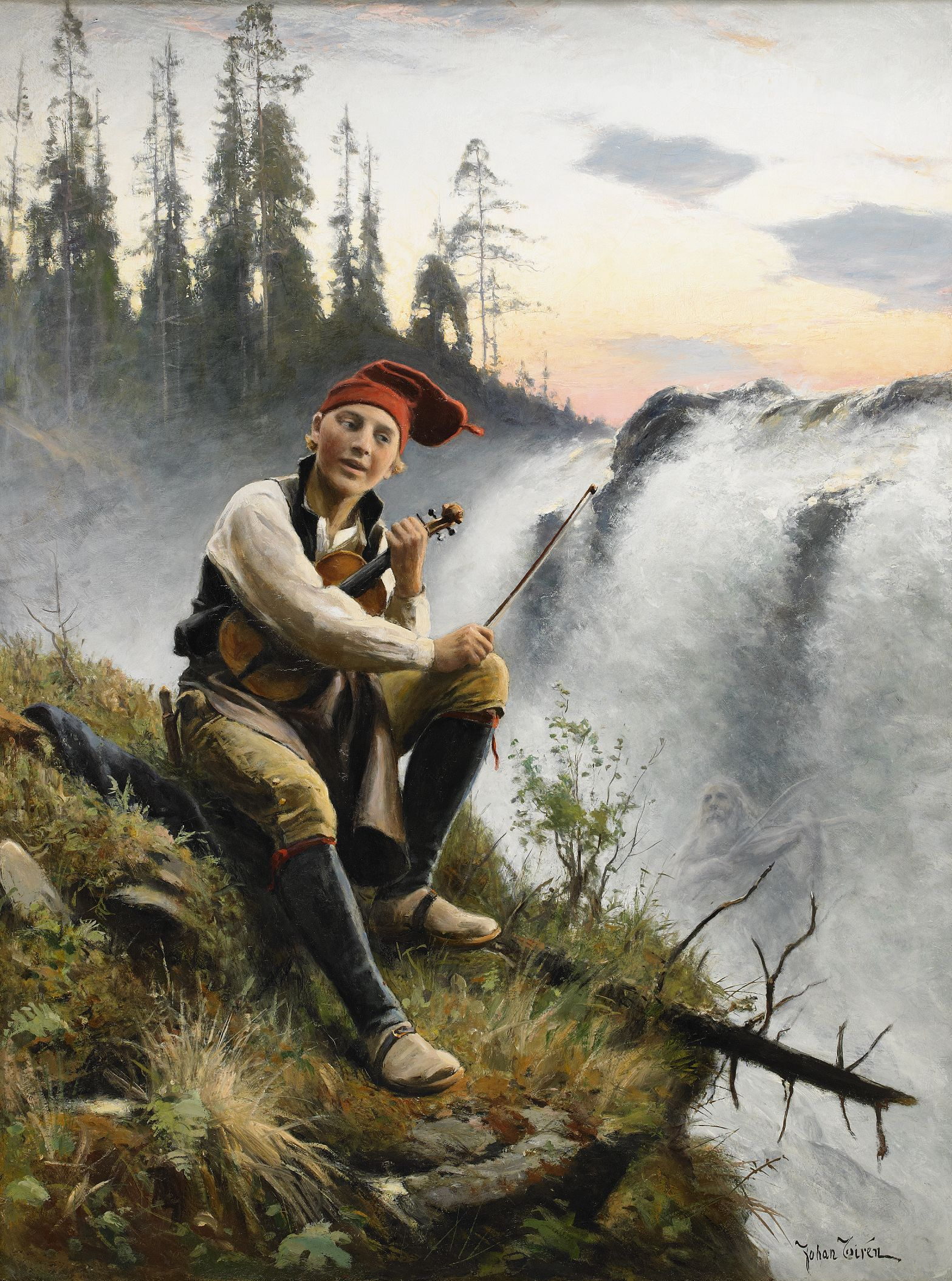
En Jämtlandssägen, målad 1881 av Johan Tirén. Bilden föreställer en ung jämte, en spelman, som med fiol och stråke i sin hand lyssnar till Näckens spel från forsen. Den röda luvan är karakteristisk för den manliga befolkningens dräktskick i Jämtland. En luvklädd "jämtgubbe" användes även ursprungligen i årsboken Jämten som vinjett

Jämtar (fornnordiska: jamtr/jamtar/jamtir, jämtska: jamta/jamter/jaamt/jamte, formell bestämd form jamtan, äldre svensk stavning använde förleden jemt-) är benämningen på landskapet Jämtlands innebyggare och ursprungligen en norrön stam. Numera används benämning främst, eller enbart, för invånarna i Jämtland, vars etymologi kort och gott är "jämtars land". 
Jämtar är pluralis av jämte (fornnordiska: jamtr/jamti, fornsvenska: iæmpte, jämtska: jamt). Den feminina formen jämtskor är ej vanligt förekommande då jämtar nästan alltid åsyftar såväl kvinnor som män.

## Etymologi
Enligt en språkvetenskaplig teori härrör namnet från den urgermanska roten emat- som bland annat betyder uthållig och flitig (jämför med fornhögtyskans emazzig och tyskans emsig). En historisk förklaring ger Snorre Sturlasson i sin Heimskringla där namnet härrör från trönden Kettil Jamte som ledde många trönder österut över Kölen in i Jämtland på grund av kungen Eystein den ondes härjningar i Tröndelagen i mitten av 700-talet. Namnet "jämtlänning" är en sentida svensk synonym till jämte.

## Namn
Berättelsen om Kettil Jamte bekräftar att jämte sedan länge använts som tillnamn i olika former, men till skillnad från till exempel Göte påträffas Jämte (och liknande former) som förnamn väldigt sällan. Då systemet med patronymikon blev mindre vanligt antog vissa personer "Jämte", "Jamte", "Jemte", "Jamt", och så vidare, som fasta efternamn. Andra kombinerade förlederna jämte-, jemte- eller jamte- med efterleder som ofta återkopplade till naturen, som till exempel "Jämtelid", "Jämteborn", "Jämteby", "Jamtebo" och "Jemtehed".

## Historia
Det första omnämnandet av jämtar är med största sannolikhet Frösöstenen (som restes under 1000-talet), där folknamnet förekommer i formen eątaląnt (Jamtaland). eąta (Jamta) är där en äldre genitivform av jämtar. En större germansktalande bondebefolkning fick Storsjöbygden under romersk järnålder, en befolkning som bland annat reste Mjälleborgen, en fornborg, på Frösön i slutet av 300-talet. 
Något definitivt svar om jämtarnas härkomst och ursprung finns inte. En uppfattning som blivit vanligare på senare år är att den sydsamiska befolkning är efterkommande till de jägarfolk som kom till landskapet från nuvarande norska kusten efter den senaste istiden, och den fångstmarksgravkultur som spreds över hela sydsamiska området sedan bronsålder. En mer traditionell uppfattning är att samer kommit norrifrån efter järnåldern och inte var av samma kultur som fångstmarksgravfolket, vilket då betraktas som av germansk härkomst. Fångstmarkgravarnas jägar-samlarbefolkning försvann under medeltiden och kan ha uppgått i bondebefolkningen och/eller övergått till samisk renskötsel. Många av Mellansveriges samer övergick efter myndigheternas påtryckningar till att bli sockenlappar och sedan 1900-talet är de helt assimilerade i bondebefolkningen. 
Bondebefolkningen inflyttade under järnåldern, även den sannolikt främst västerifrån, och spred sig av ortnamn att döma sedan vidare från Jämtland till övriga Mellannorrland. Bondebefolkningen kan ha ingått i ett mellannorrländskt småkungarike eller hövdingadöme vid folkvandringstid, men var ett självständigt folk under vikingatid då parlamentet jamtamot formerades. 
Befolkningen i Ragunda och Fors, ett område som fram till början av 1300-talet var skilt från övriga Jämtland, har historiskt inte sett sig som jämtar. Ända in på 1930-talet sade man sig bo i Raven (svenska: Ragunda), for man västerut for man till Jämtland.

## Surjämtar
Ett populärt öknamn på jämtar är surjämtar (singularis: surjämte). Det finns ett flertal försök till tolkningar av begreppet, då många menar att sur (i betydelsen vresig och grinig) är missvisande när det gäller jämtar. En mycket vanlig och populär teori är den som menar att begreppet surjämtar kommer från de jämtska forbönder som besökte marknader runt om i Skandinavien, och att deras kläder av bl.a. vadmalstyg ofta var sura, det vill säga blöta, när de kom fram. Andra förklaringar är till exempel att sur kommer från suder (svenska: söder) och således omfattar sydjämtarna från Bergs tingslag (i likhet med surgute), att det kommer från släktnamnet Sur (från Torbjörn Sur, far till Gisli Sursson i islänningasagorna) eller att surjämte är en förvanskning av urjämte eller purjämte, alltså en äkta (jämför med engelskans "pure") infödd jämte. En annan förklaring kommer av det samiska ordet suol, som betyder kriminell, rövare, plundrare, tjuv etcetera. På grund av motsättningar kom samerna att kalla jämtarna för suoljämtar (med tjockt l, vilket kan ha kommit att höras som ett r).
Teorin att det är sur (som i vresig och grinig) kopplas till jämtarnas historiskt avoga inställning mot västernorrlänningar, vilka pejorativt har kallats klyktattare och minkar.
Julius Ejdestam menar att de manliga invånarna i Jämtland hade rykte om sig att vara duktiga karlar men ohederliga som affärsmän, särskilt i sin handel med hästar. "Bellht du luur'n?, sa jämten" är ett känt talesätt, ofta feltolkat som "Kunde du lura honom?" men översätts till svenska som "Kunde du ligga på lur på honom"

### Webbkällor
- Oscarsson, Bo (14 september 2005). ”Surjamt”. Bo Oscarsson. http://www.bo-oscarsson.org/surjamt.html. Läst 9 maj 2008.